# Vepris bilocularis
Vepris bilocularis är en vinruteväxtart som först beskrevs av Wight & Arn., och fick sitt nu gällande namn av Adolf Engler. Vepris bilocularis ingår i släktet Vepris och familjen vinruteväxter. Inga underarter finns listade i Catalogue of Life.